# Organoide

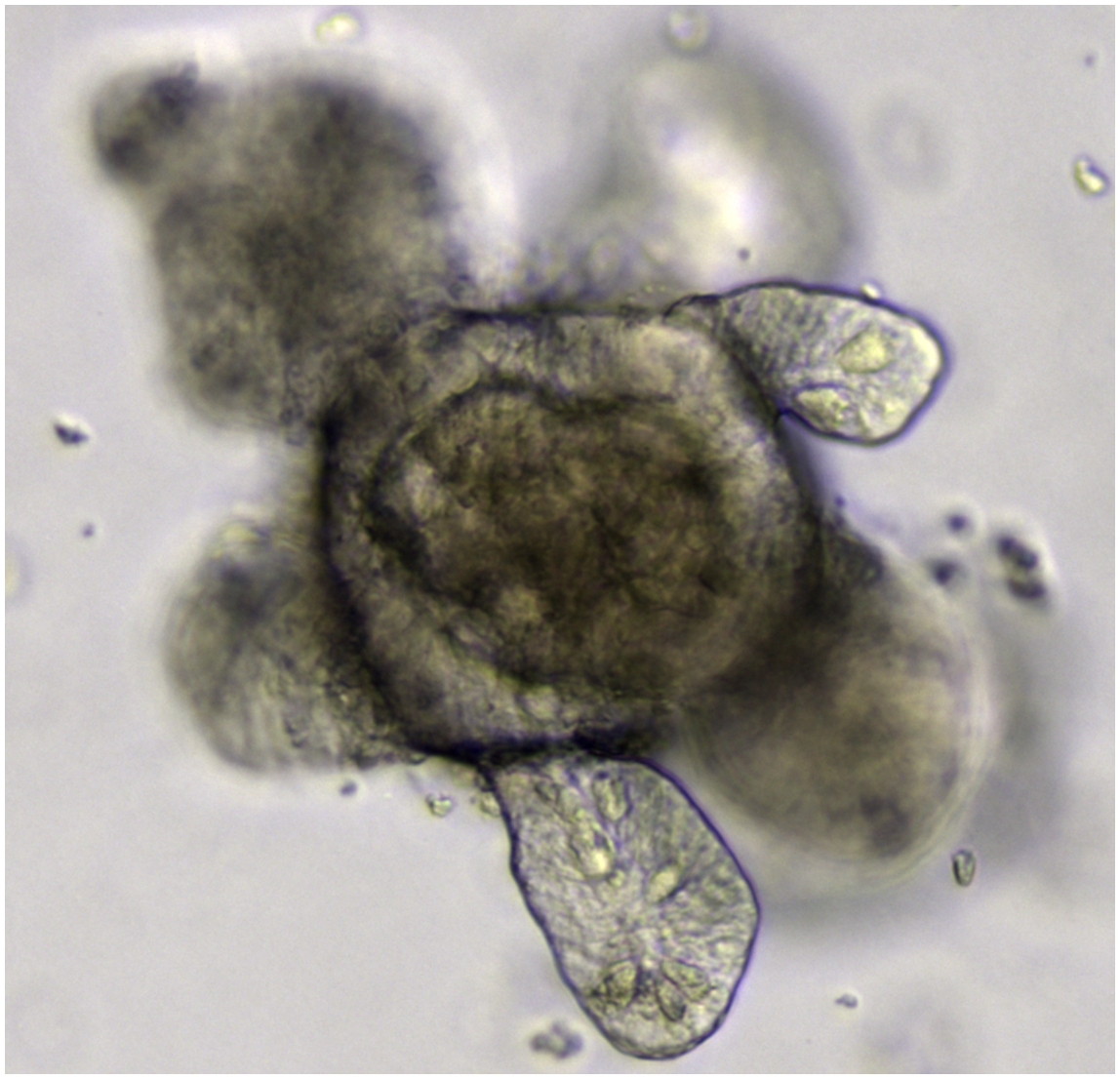
Un organoide intestinal

Un organoide es una versión miniaturizada y simplificada de un órgano producido in vitro en tres dimensiones que muestra una microanatomía realista. Se derivan de una o pocas células de un tejido, células madres embrionarias o células madre pluripotentes inducidas, que pueden autoorganizarse en cultivo tridimensional debido a sus capacidades de autorrenovación y diferenciación. 
La técnica para cultivar organoides ha mejorado rápidamente desde principios de la década de 2010, y The Scientist la nombró como uno de los mayores avances científicos de 2013. Los científicos utilizan organoides para estudiar enfermedades y tratamientos en un laboratorio.
El cultivo de organoides es una tecnología de cultivo de células 3D in vitro que reproduce la composición fisiológica y celular de los tejidos y/o órganos. Esta tecnología se está utilizando en el campo del cáncer para predecir la respuesta de un tumor derivado del paciente a un determinado fármaco o tratamiento que sirve como estrategias de estratificación del paciente y orientación de fármacos.